# Greatest Hits Live (album des Ramones)
Pour les articles homonymes, voir Greatest Hits Live.
Albums de Ramones
¡Adios Amigos!
(1995) We're Outta Here!
(1997)
Greatest Hits Live est un album en concert des Ramones sorti le 18 juin 1996.

## Pistes
1. Durango 95 (Johnny Ramone) – 1:31
2. Blitzkrieg Bop – 1:37
3. Do You Remember Rock and Roll Radio – 3:00
4. I Wanna Be Sedated – 2:07
5. Spider-Man (Robert Harris, Paul Francis Webster) – 1:48
6. I Don't Want to Grow Up (Kathleen Brennan, Tom Waits) – 2:24
7. Sheena Is a Punk Rocker – 1:46
8. Rockaway Beach – 1:31
9. Strength to Endure (Dee Dee Ramone), (Daniel Rey) – 2:41
10. Cretin Family (Dee Dee Ramone, Rey) – 2:17
11. Do You Wanna Dance? (Bobby Freeman) – 1:21
12. We're a Happy Family – 1:28
13. The Crusher (Dee Dee Ramone, Rey) – 2:10
14. 53rd and 3rd – 1:46
15. Beat on the Brat – 2:42
16. Pet Sematary (Dee Dee Ramone, Rey) – 3:38

## Studio Bonus Tracks
1. R.A.M.O.N.E.S. (Würzel, Phil Campbell, Lemmy, Phil Taylor) – 1:27
2. Any Way You Want it (Dave Clark) – 2:25

### Ramones
- Joey Ramone – chant
- Johnny Ramone – guitare
- C.J. Ramone – basse et chant dans Strength to Endure, Cretin Family, The Crusher, R.A.M.O.N.E.S. et Any Way You Want It
- Marky Ramone – batterie